# Gaston Julia
Gaston Maurice Julia (Sidi Bel Abbes, 3 febbraio 1893 – Parigi, 19 marzo 1978) è stato un matematico francese, famoso per il suo lavoro pionieristico sui frattali. È uno dei pochi pieds-noirs divenuti famosi per meriti scientifici.

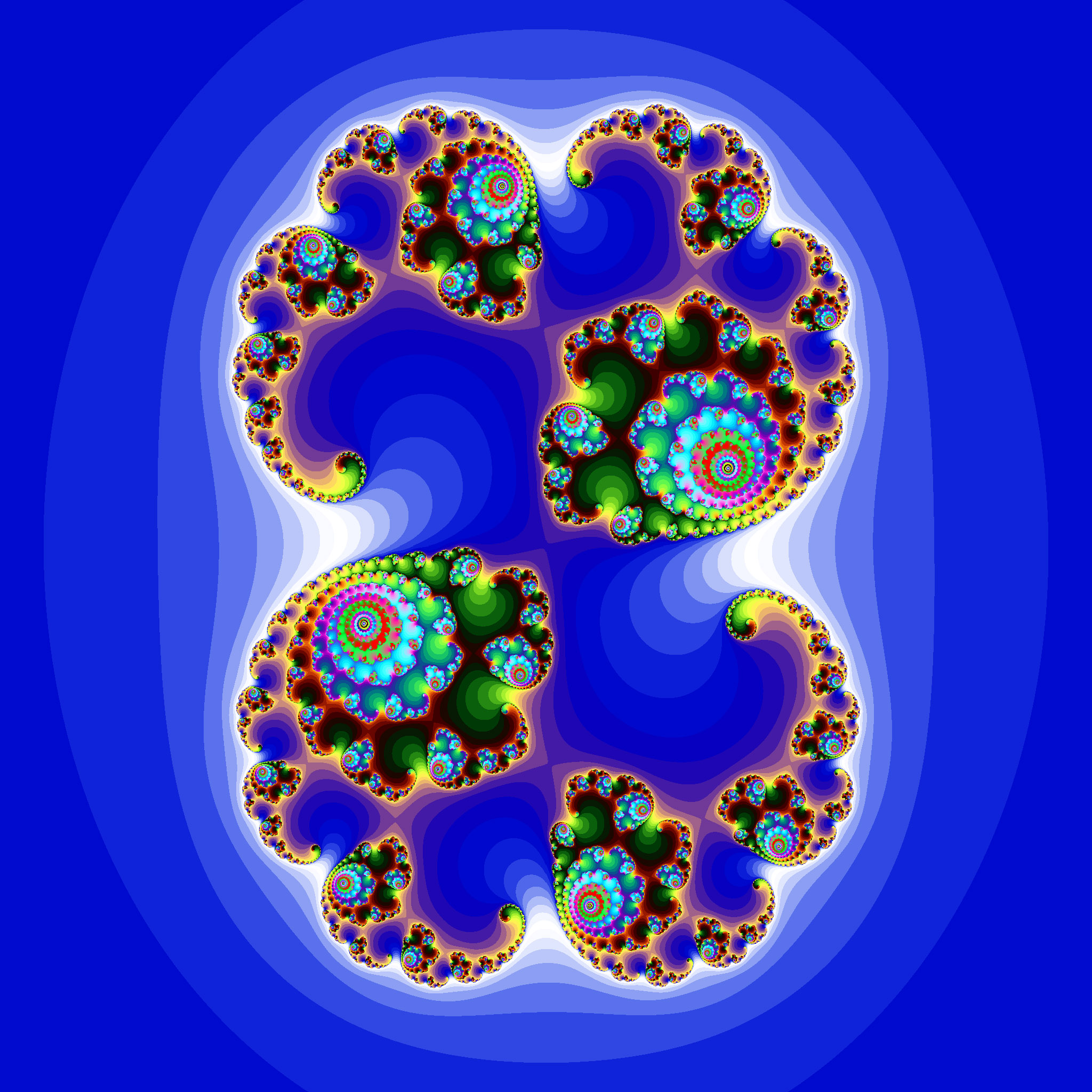
Frattale di Julia

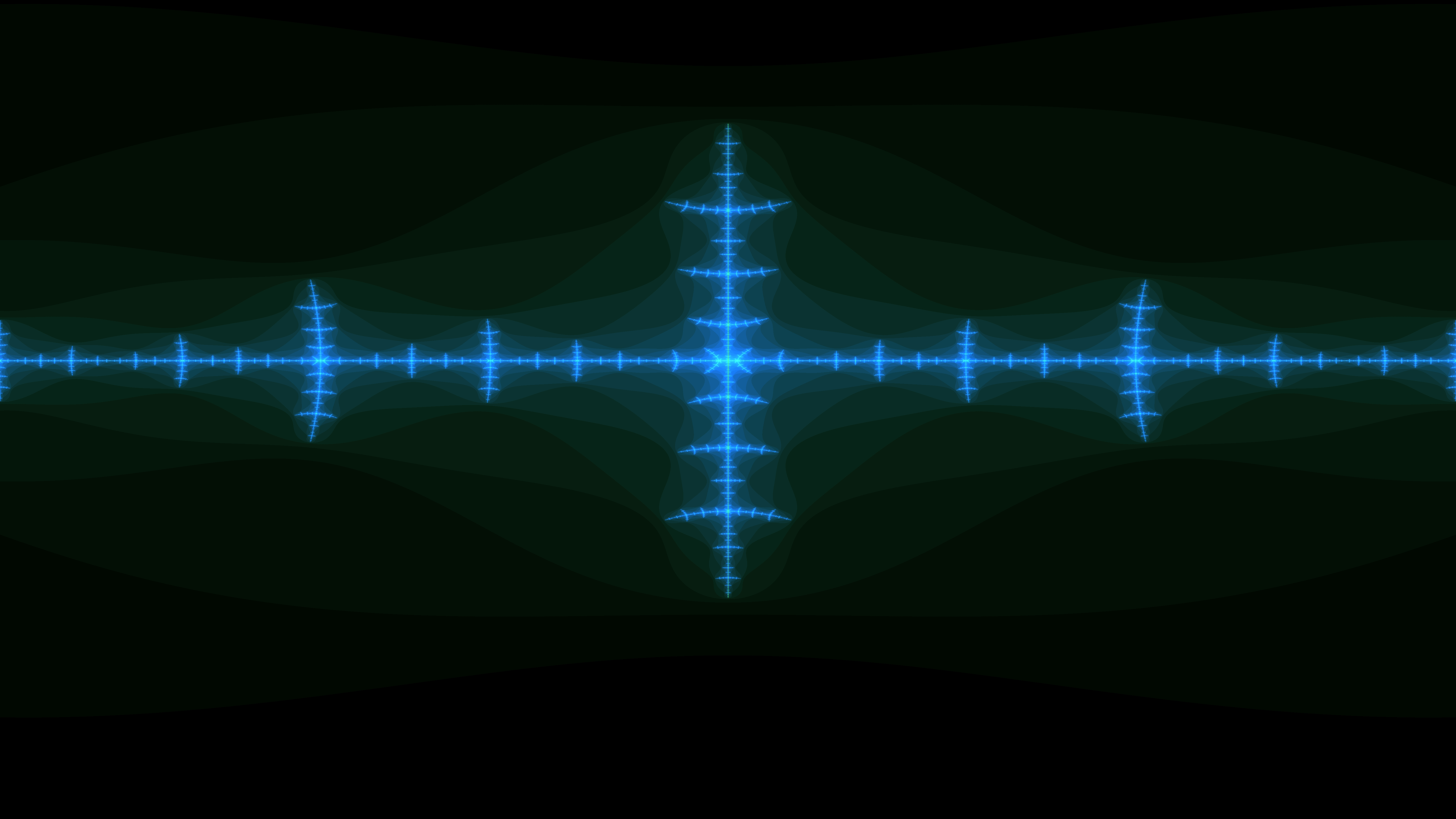
Frattale di Julia creata con Gimp

Il suo lavoro fu reso popolare da un altro matematico, il francese di origine polacca Benoît Mandelbrot. I frattali di Julia (chiamati curve di Julia) e di Mandelbrot sono strettamente associati.
In giovinezza si era interessato alla matematica e alla musica. I suoi studi (era stato il primo degli ammessi, contemporaneamente, all'École Normale e al Polytechnique) furono interrotti dalla prima guerra mondiale, quando fu richiamato a 20 anni. In guerra perse il naso per una grave ferita ricevuta in combattimento. Dopo molte operazioni infruttuose dovette rassegnarsi a portare una banda di cuoio per il resto della vita.
Divenne noto nel 1918, quando un suo articolo di 199 pagine fu pubblicato nel Journal de Mathématiques Pures et Appliquées. L'articolo, intitolato "Memoria sull'iterazione delle funzioni razionali", divenne molto popolare tra i matematici, e gli permise di ricevere più tardi il Grand Prix de l'Académie des Sciences. Dell'Académie divenne poi a 41 anni, nel 1934, il più giovane membro. 
Nonostante la solida carriera accademica (insegnò all'École normale supérieure, al Polytechnique e all'Università di Parigi), i suoi lavori parvero cadere nell'oblio finché Benoît Mandelbrot lo menzionò nei propri, negli anni settanta. La sua popolarità uscì dall'ambito specialistico quando Google lo citò nella sua homepage, come pioniere dei fondamenti matematici del Google Ranking.
Julia morì il 19 marzo 1978 a Parigi, a 85 anni.